# كاني غلي (بشت أربابا)
کاني غلي (بالفارسية: کانی گلی) هي قرية تقع في إيران في قسم بشت أربابا الريفي. يقدر عدد سكانها بـ 36 نسمة بحسب إحصاء 2016.